# Gülchsheim
Gülchsheim (fränkisch: Gülchsi) ist ein Gemeindeteil der Gemeinde Hemmersheim im Landkreis Neustadt an der Aisch-Bad Windsheim (Mittelfranken, Bayern). Die Gemarkung Gülchsheim hat eine Fläche von 7,071 km². Sie ist in 719 Flurstücke aufgeteilt, die eine durchschnittliche Fläche von 9834,48 m² haben.

## Geographie
Durch das Pfarrdorf fließt der Gülchsheimer Graben (im Unterlauf Neugraben genannt), ein rechter Zufluss der Gollach. Die umgebende Landschaft ist leicht hügelig und besteht ganz überwiegend aus Ackerflächen. Die Kreisstraße NEA 47 führt nach Hemmersheim (2,1 km südlich) bzw. nach Geißlingen (2,7 km nördlich). Eine Gemeindeverbindungsstraße führt nach Lipprichhausen zur Kreisstraße NEA 41 (3 km südöstlich).

## Geschichte
Der Ort wurde 1119 als „Gullihisheim“ erstmals urkundlich erwähnt. Das Grundwort des Ortsnamens ist -heim, das Bestimmungswort der Personenname Gullich. Beides spricht für eine Gründung zu Zeiten der Fränkischen Landnahme, die im 8. Jahrhundert abgeschlossen wurde. Gülchsheim gehörte zur Zent des würzburgischen Amtes Aub.
Von 1797 bis 1808 unterstand Gülchsheim dem preußischen Justiz- und Kammeramt Uffenheim. 1806 kam der Ort an das Königreich Bayern. Mit dem Gemeindeedikt (frühes 19. Jahrhundert) wurde der Steuerdistrikt Gülchsheim gebildet, zu dem Geißlingen gehörte. Wenig später entstand die Ruralgemeinde Gülchsheim. Sie war in Verwaltung und Gerichtsbarkeit dem Landgericht Uffenheim zugeordnet und in der Finanzverwaltung dem Rentamt Uffenheim (1919 in Finanzamt Uffenheim umbenannt). Ab 1862 war das Bezirksamt Uffenheim für die Verwaltung der Gemeinde zuständig (1939 in Landkreis Uffenheim umbenannt). Die Gerichtsbarkeit blieb beim Landgericht Uffenheim (1879 in Amtsgericht Uffenheim umbenannt), seit 1973 ist das Amtsgericht Neustadt an der Aisch zuständig. Die Gemeinde hatte 1964 eine Gebietsfläche von 7,080 km². Am 1. Januar 1972 wurde Gülchsheim im Zuge der Gebietsreform in Bayern nach Hemmersheim eingegliedert.

### Baudenkmäler
- Burkertsbuck 5: Wohnstallhaus[13]
- Obere Dorfstraße 45: Evangelisch-lutherische Pfarrkirche[13]

ehemaliges Baudenkmal
- Haus Nr. 23: Zweigeschossiges, massives Wohnstallhaus mit umlaufendem Gurt- und Traufgesims, gefugte Ecklisenen. Giebelseitig Haustafel bezeichnet „Erbaut von Johann Georg Muhlfinger 1835“.[14]

### Einwohnerentwicklung
| Jahr      | 1818   | 1840   | 1852   | 1855   | 1861   | 1867   | 1871   | 1875   | 1880   | 1885   | 1890   | 1895   | 1900   | 1905   | 1910   | 1919   | 1925   | 1933   | 1939   | 1946   | 1950   | 1952   | 1961   | 1970   | 1987   | 2014  |
| Einwohner | 259    | 284    | 266    | 280    | 280    | 267    | 289    | 267    | 289    | 295    | 297    | 293    | 299    | 296    | 293    | 284    | 283    | 275    | 278    | 436    | 428    | 375    | 284    | 265    | 237    | 242   |
| Häuser    | 53     | 54     |        |        |        |        | 52     |        |        | 63     | 66     |        | 63     |        |        |        | 50     |        |        |        | 59     |        | 64     |        | 69     |       |
| Quelle    | [ 16 ] | [ 17 ] | [ 18 ] | [ 18 ] | [ 19 ] | [ 20 ] | [ 21 ] | [ 22 ] | [ 23 ] | [ 24 ] | [ 25 ] | [ 18 ] | [ 26 ] | [ 18 ] | [ 27 ] | [ 18 ] | [ 28 ] | [ 18 ] | [ 18 ] | [ 18 ] | [ 29 ] | [ 18 ] | [ 10 ] | [ 30 ] | [ 31 ] | [ 2 ] |

## Religion
Gülchsheim ist Sitz der Pfarrei St. Ursula und Wendelin und seit der Reformation evangelisch-lutherisch geprägt.

## Persönlichkeiten
- Karl Georg Leonhard Hollensteiner (1810–1871), evangelischer Pfarrer und Buchautor
- Hermann Veeh (1935–2020), Erfinder der Veeh-Harfe und Landwirt aus Gülchsheim